# Abdesalam Bennuna
Abdesalam Bennuna (in arabo عبد السلام بنونة‎?; Tétouan, 16 febbraio 1888 – Ronda, 9 gennaio 1935) è stato uno scrittore e giornalista marocchino.

## Biografia
Nacque nel 1888 a Tétouan da un'antica famiglia della città di origine morisca. Studiò in una madrasa e studiò parallelamente matematica e storia, apprendendo in seguito la lingua spagnola. Nel 1913 effettuò il pellegrinaggio a La Mecca, visitando poi l'Egitto e la Spagna. Venne in contatto con le idee della nahda e del panarabismo. Bennuna incoraggiò i figli delle famiglie borghesi delle città a studiare nelle università egiziane.
Prendendo esempio dall'operato dell'Alleanza Israelitica Universale, che inaugurò la sua prima scuola a Tétouan nel 1862, contattò studiosi religiosi e letterati con l'obiettivo di stabilire la Società Scientifica Marocchina, che venne fondata il 30 dicembre 1916.
Nel 1930, incontrò il pensatore panislamico Shekib Arslan, che promosse a Tétouan una manifestazione contro il Dahir berbero. Insieme a Abdelkhalek Torres, Bennuna fu tra i cofondatori del giornale di lingua araba al-Hurriya.